# Ленинград (журнал)
«Ленинград» — тонкий иллюстрированный литературный журнал, орган ленинградского отделения Союза писателей СССР. Выходил 2 раза в месяц с 1940 по 1946 год.
Основан взамен журнала «Резец» (1924—1939), который был больше публицистическим, чем художественным. В 1943 году в журнале печатались Н. Тихонов, И. Кратт, В. Шефнер, Н. Орлов, М. Дудин, О. Бергольц, Е. Вечтомова, А. Голубева, А. А. Прокофьев, Л. Пумпянский, А. Флит.
Закрыт по постановлению Оргбюро ЦК ВКП(б) «О журналах „Звезда“ и „Ленинград“» (14 августа 1946). Тираж в 1943—1944 гг. — 15 000 экземпляров.
ЦК отмечает, что особенно плохо ведется журнал «Ленинград», который постоянно предоставлял свои страницы для пошлых и клеветнических выступлений Зощенко, для пустых и аполитичных стихотворении Ахматовой. Как и редакция «Звезды», редакция журнала «Ленинград» допустила крупные ошибки, опубликовав ряд произведений, проникнутых духом низкопоклонства по отношению ко всему иностранному. Журнал напечатал ряд ошибочных произведений («Случай над Берлином» Варшавского и Реста, «На заставе» Слонимского). В стихах Хазина «Возвращение Онегина» под видом литературной пародии дана клевета на современный Ленинград. В журнале «Ленинград» помещаются преимущественно бессодержательные низкопробные литературные материалы. <…> Ввиду того, что для издания двух литературно-художественных журналов в Ленинграде в настоящее время не имеется надлежащих условий, прекратить издание журнала «Ленинград», сосредоточив литературные силы Ленинграда вокруг журнала «Звезда».
Возрождён по решению Ленинградского областного отделения Союза писателей России, в феврале 2013 года, презентация обновленного издания состоялась в Санкт-Петербургском Доме писателя.
Зарегистрирован в реестре Роскомнадзора 9 октября 2013 года. Номер свидетельства ПИ № ТУ 78 — 01435.

## Главные редакторы
- В. М. Саянов (1942—1944)
- Б. М. Лихарев (1944—1946)
- C. A. Шаповалов (с 2013)

## Адрес
- Ул. Воинова, 18 (1943 год).